# Cerkiew św. Jerzego w Staszowie
Cerkiew św. Jerzego – nieistniejąca cerkiew prawosławna w Staszowie. 
Świątynia prawosławna w Staszowie była cerkwią wojskową, przeznaczoną na potrzeby stacjonującego w mieście 40. Małorosyjskiego Pułku Dragonów. Wybudowano ją w 1904 według standardowego projektu przewidzianego na przełomie XIX i XX wieku dla prawosławnych świątyń powstających w miejscach stałego pobytu poszczególnych jednostek armii rosyjskiej. Mogła pomieścić jednorazowo tysiąc osób. 
Po wyjeździe jednostek rosyjskich z miasta i odzyskaniu przez Polskę niepodległości dokonano przebudowy budynku dawnej cerkwi, usuwając z niej typowe dla architektury rosyjskiej cebulaste kopuły. Do II wojny światowej mieściła teatr, zaś po 1945 – kino. W latach 70. XX wieku budynek uległ zniszczeniu w pożarze i został całkowicie rozebrany. Zbudowane na jego miejscu kino również zostało rozebrane w 2020. 